# 藤原昌樹
藤原 昌樹（ふじわら まさき、1968年 - ）は、日本の彫刻家。
シャボン玉研究所の所長。桃山学院教育大学准教授。　CARRY絵画造形教室の主宰。
鉄を主材とした抽象彫刻を制作し、純粋芸術の領域において活動。
2012年に滋賀県大津市においてシャボン玉研究所を設立。巨大シャボン玉を「消える彫刻」と教育学で定義づけして「アートの入り口プロジェクト」を日本全国で遂行している。